# Stazione di polizia

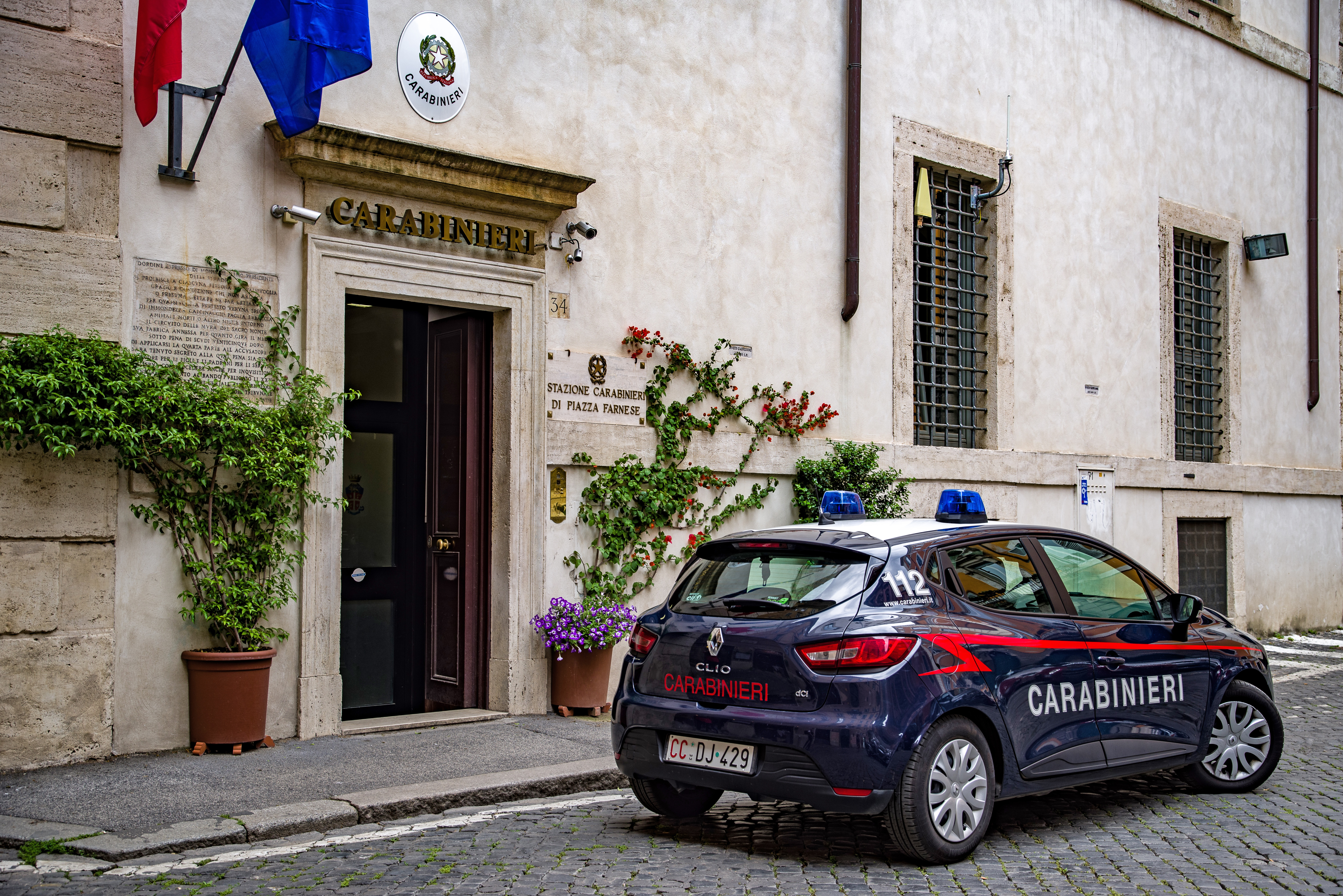
Stazione carabinieri Roma Piazza Farnese

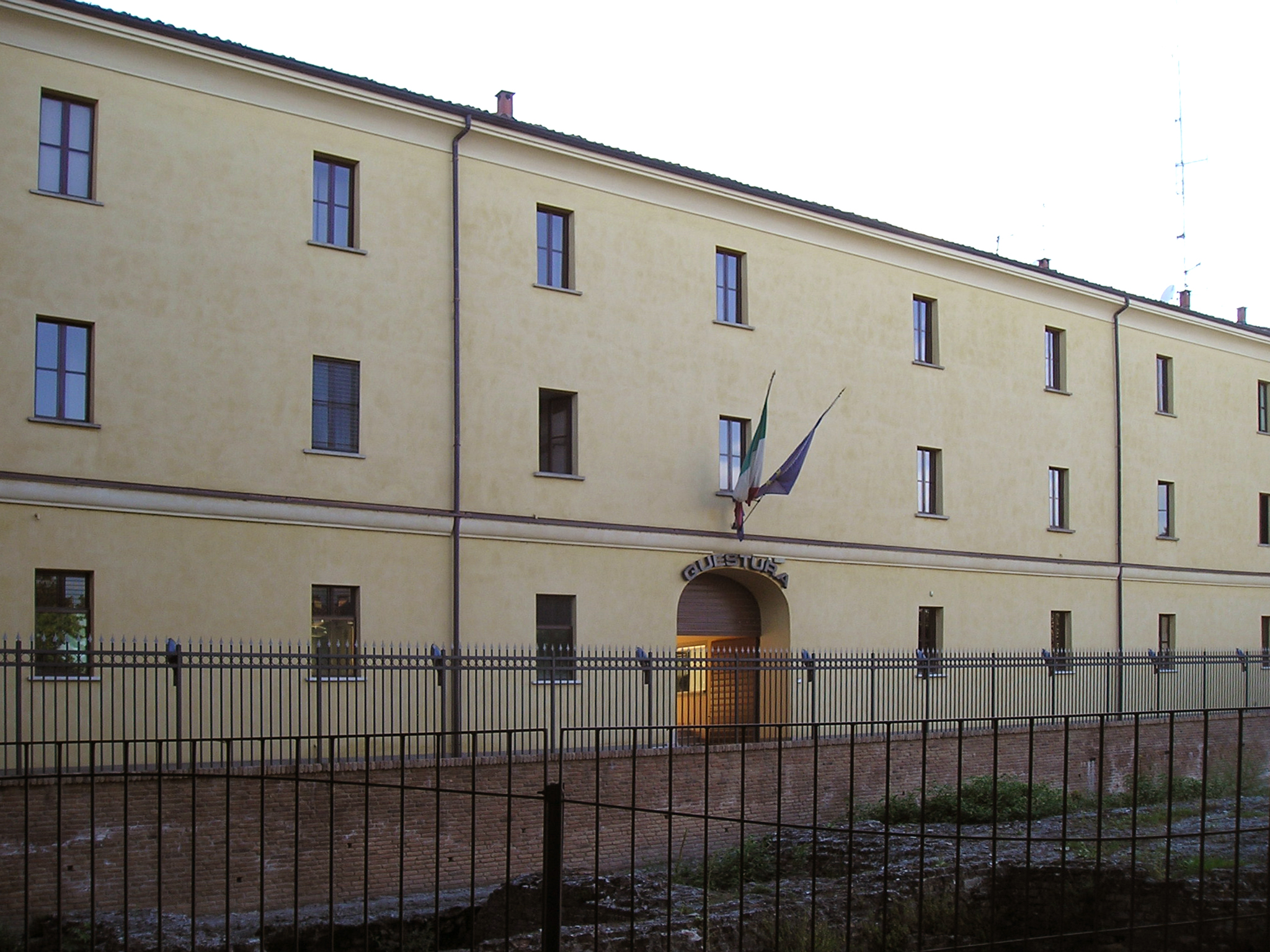
Il Castello Visconteo di Lodi, oggi trasformato nella locale Questura

La stazione di polizia è un edificio che serve per ospitare agenti di polizia e altri membri del personale. Questi edifici spesso contengono uffici e alloggi per il personale e dei veicoli, con spogliatoi, celle di detenzione temporanea e stanze per gli interrogatori.
In Italia non sono presenti "stazioni di polizia" in senso stretto, dato che l'organo della Polizia di Stato concettualmente ad esse più vicino è il Commissariato di pubblica sicurezza. Le stazioni carabinieri, diffuse nell'intero ambito nazionale ed anche in zone rurali poco popolose, sono più vicine al concetto delle classiche  "stazioni di polizia".